# Joaquín Albarrán
Joaquín Albarrán Maria y Dominguez (ur. 9 maja 1860 w Sagua la Grande, zm. 17 stycznia 1912 w Paryżu) – francuski lekarz urolog. 

## Życiorys
Urodził się w małej miejscowości Sagua La Grande na Kubie, w czasie gdy ta należała jeszcze do Hiszpanii. Uczęszczał do szkoły powszechnej w Hawanie prowadzonej przez jezuitów. Gdy miał 9 lat, on i czwórka rodzeństwa zostali osieroceni; adoptował go hiszpański chirurg, dr Fabregas. Albarrán studiował medycynę w Hawanie i Barcelonie, w 1877 roku w wieku zaledwie 17 lat został licencjatem. Studia ukończył z wyróżnieniem w Madrycie. Jego dysertacja doktorska dotyczyła gruźlicy wrodzonej. W 1878 roku przyjechał kontynuować edukację do Paryża. Pracował w Laboratorie d’Histologie u prof. Édouarda Brissauda, wówczas napisał pracę dotyczącą guzów jąder. Dalsze prace histologiczne prowadził u Louisa-Antoine'a Ranviera. Ranvier i Louis Pasteur przekonali Albarrána, by pozostał w Paryżu. Jego nauczycielami byli także Ulysse Trálat, Jacques-Joseph Grancher i Jean François Auguste Le Dentu. Pod wpływem Jeana Casmira Félixa Guyóna zdecydował się dalej specjalizować w urologii. W 1906 roku Albarrán zastąpił Guyóna na stanowisku dyrektora kliniki urologicznej Szpitala Necker (Hôpital Necker). Guyón opisał ucznia jako "w istocie doskonałego chirurga, wielkiego umysłu i wielkiego serca [...] wszystkie jego umiejętności osiągnęły ten sam stopień: najwyższy".

## Dorobek naukowy
Albarrán jako pierwszy francuski lekarz wykonał przezkroczową prostatektomię. Ulepszył wprowadzoną przez Leopolda Caspera i Maxa Nitzego technikę cystoskopii. Jako pierwszy wykonał planową nefrostomię i zauważył, że w bezmoczu spowodowanym kamicą drenaż przez nefrostomię ma decydujące znaczenie zanim podejmuje się leczenie kamicy. Zaprojektował siatkę katgutową do założenia na pękniętą torebkę nerki w tępych urazach tego narządu.
Trzykrotnie zdobył nagrodę Goddarda, otrzymał nagrodę Tremblaya, w 1912 roku był nominowany do Nagrody Nobla.
Nazwisko Albarrána upamiętnione jest w kilku eponimach medycznych:
- zespół Albarrana-Ormonda: zapalne włóknienie przestrzeni zaotrzewnowej
- gruczoły Albarrana: małe gruczoły w śluzówce trójkąta pęcherza moczowego
- test Albarrana: badanie określające stopień niewydolności nerki przez pomiar objętości moczu i jego zagęszczenia
- objaw Albarrana: objaw w raku miedniczki nerkowej.

## Wybrane prace
- Guyon, Albarran. Anatomie et physiologie pathologique de la rétention de l’urine (1890)
- Traité des tumeurs de la verge (1892)
- Traité des maladies chirurgicales de la verge (1896)
- Sur un série de quarante opérations pratiqués sur la rein. Revue de chirurgie 16, ss. 882-884 (1896)
- Médecine opératoire des voies urinaires. Paris: Masson & Cie., 1909.